# Alexandre Séon

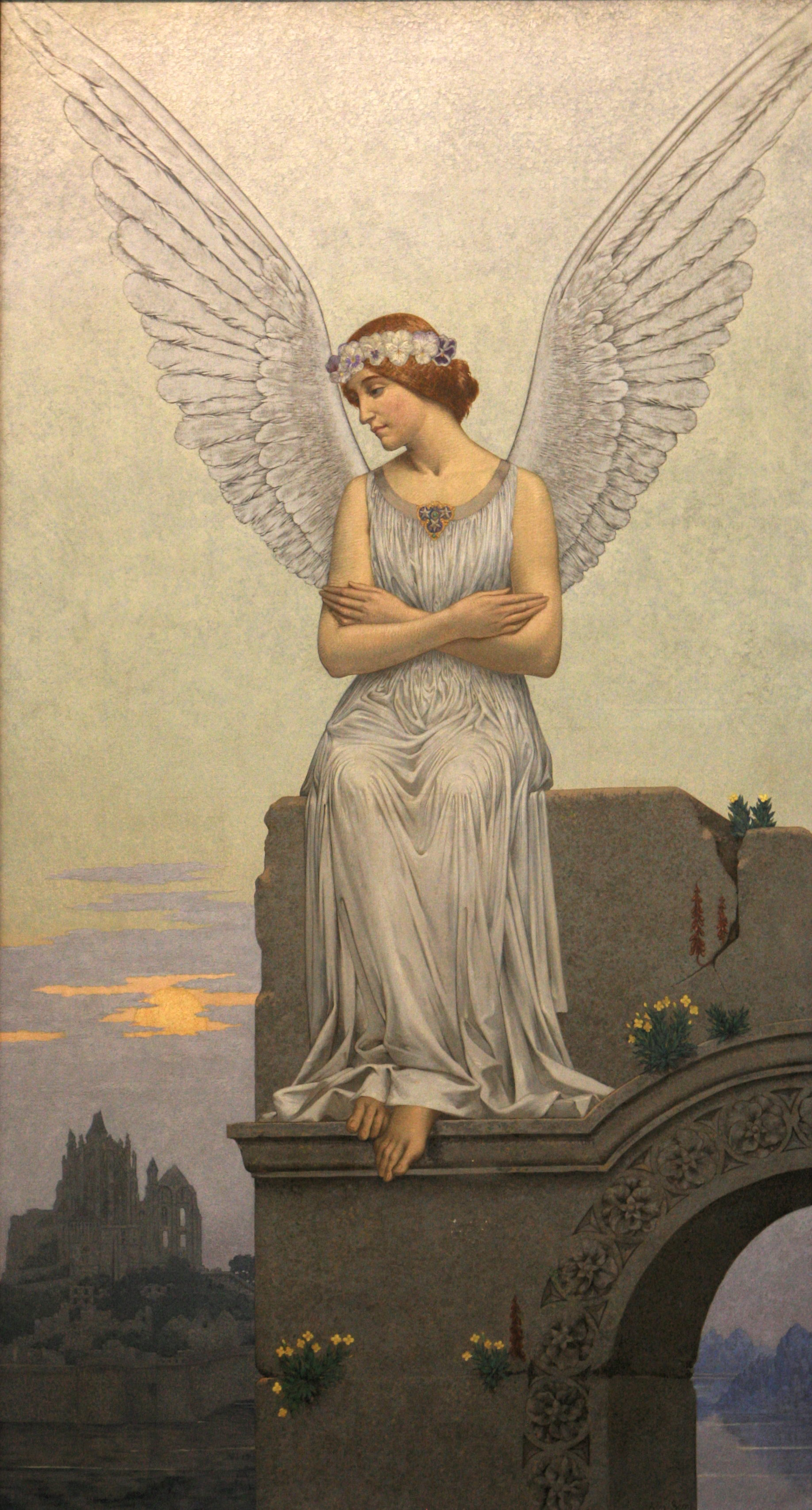
Alexandre Séon: La Pensée

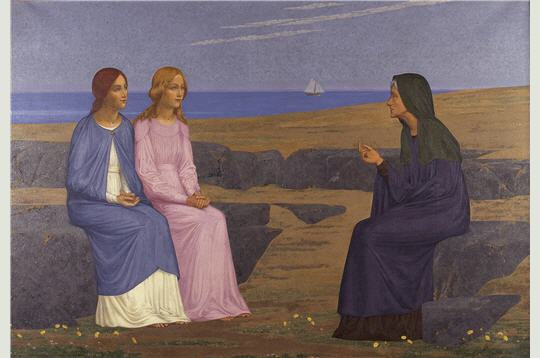
Alexandre Séon: le Récit, circa 1898, Musée de Brest

Alexandre Séon (Chazelles-sur-Lyon, 1855 - Parijs, 1917) was een Frans symbolistisch kunstschilder.
Hij was leerling van Henri Lehmann en Pierre Puvis de Chavannes.
Séon was een deelnemer van het eerste uur van de Salons de la Rose-Croix van Joséphin Péladan.
Hij verzorgde eveneens een aantal illustraties voor Péladans werken.
- Bibliothèque nationale de France: cb149326152 (data)
- Gemeinsame Normdatei: 119225417
- International Standard Name Identifier: 0000 0000 6657 0728
- Library of Congress Control Number: nr2006021339
- Nationale Bibliotheek van Tsjechië: xx0097040
- Nationale Bibliotheek van Israël: 987007442259505171
- RKD-Nederlands Instituut voor Kunstgeschiedenis: 71973
- SNAC: w6np9vnw
- Système universitaire de documentation: 180911422
- Union List of Artist Names: 500010641
- Virtual International Authority File: 22946559
- WorldCat: E39PBJwX4QTwx7Jc4KtygGhj4q